# Cordillera Oriental (República Dominicana)
La Sierra Oriental o Cordillera Oriental (como la conocen aún) se localiza en la región este de República Dominicana. A este conjunto de sierras se le denomina también Sierra de El Seibo, siendo más corta y de menor altura que la Cordillera Central y Cordillera Septentrional. Se extiende en dirección oeste-este, desde Cotuí, en la provincia Sánchez Ramírez, hasta la provincia La Altagracia, atravesando las provincias Monte Plata, Hato Mayor y El Seibo.

## Geología
La Sierra Oriental o Sierra de El Seibo es de topografía cársica, nombre que viene de su parecido con una región oriental del mar Adriático, en Europa. En su ladera sur posee un alargado pie de monte, que no es más que una formación calcárea, lo que implica la existencia de una gran cantidad de cavernas.
La región de Los Haitises, es escabrosa y difícil de habitar. En Los Haitises las lluvias son muy abundantes, pero no se observan ríos en la superficie. El drenaje se efectúa en la forma subterránea. Las lluvias al disolver la roca caliza han realizado un fuerte trabajo de erosión interna. 
Esta región cársica forma parte de la Cordillera Oriental. En verdad se diferencian tanto por su edad como topografía. Los Haitises son de formación miocena, mientras que la Cordillera Oriental o Sierra de El Seibo es cretácea.

## Clima
Su vertiente climática es húmedo de bosque, que se caracteriza por tener una precipitación anual promedio de 2,000 a 3,000 milímetros, y una temperatura media anual de 18°C. Esta elevada pluviométrica se debe a la gran humedad que aportan los vientos alisios a barlovento de las montañas.
y además también es la parte que más llueve porque es de bosque húmedo.

## Picos
Los picos de la Sierra Oriental superan los 736 m s. n. m. de altitud, siendo el mayor de ellos la Loma Vieja. Otros picos son:
- Loma Janabo
- Loma Los Gíbaros
- Loma Los Mamabicho
- Loma Los Platanitos
- Loma Pequito
- Loma Tallota

## Ríos
- Río Chavón (65 km)
- Río Higuamo (58 km)
- Río Macorís (96 km)
- Río Soco (67 km)
- Río Yabón (38 km)
- Río Yuma (55 km)

## Población
En la Sierra Oriental o Sierra de El Seibo hay bastante ocupación humana, ya que atraviesa las provincias dominicanas de Monte Plata, Hato Mayor, El Seibo y La Altagracia. El terreno está dedicado a la crianza de ganado vacuno, principalmente en las vertientes sur y este.
- Datos: Q2643893
- Multimedia: Cordillera Oriental (Dominican Republic) / Q2643893